# Lazarat
Lazarat è una frazione del comune di Argirocastro in Albania (prefettura di Argirocastro).
Già comune autonomo, la riforma amministrativa del 2015 ne ha disposto l'accorpamento con Argirocastro, insieme agli ex-comuni di Antigonë, Cepo, Lunxhëri, Odrie e Picar.

## Geografia antropica
Il comune era formato dall'insieme delle seguenti località:
- Lazarat
- Kordhoc

## Economia
Lazarat era famosa soprattutto per l'imponente produzione di cannabis tanto da essere soprannominata "la capitale della marijuana". Nella piccola località albanese venivano prodotte infatti circa 900 tonnellate di cannabis all'anno, per un valore complessivo di circa 4,5 miliardi di euro, quasi la metà dell'intero prodotto interno lordo del Paese.
Lazarat è stata luogo di grandi affari dalla prima metà degli anni '90 fino al 18 giugno 2014, quando il primo ministro albanese Edi Rama ha ordinato la distruzione delle piantagioni. Circa 800 agenti dei reparti speciali e due battaglioni dell'esercito hanno assediato la città con lo scopo di bruciare le piantagioni. L'operazione antidroga ha portato al sequestro di 10 tonnellate di marijuana e alla distruzione di decine di migliaia di piante di cannabis. La missione ha portato alla perquisizione di 319 ettari di terreno coltivati a cannabis e all'arresto di 56 persone.